# Prowincja Sanguié
Prowincja Sanguié – jedna z 45 prowincji w Burkina Faso. Znajduje się w niej m.in. miasto Kordié.
Ma powierzchnię ponad 5 tysięcy km². W 2006 roku mieszkało w niej ponad 297 tysięcy ludzi. W 1996 roku na jej terenach zamieszkiwało niespełna ćwierć miliona mieszkańców.